# Oscar (pel·lícula)
Oscar és una pel·lícula estatunidenca de John Landis dirigida l'any 1990. Es tracta d'una nova adaptació al cinema de la peça de teatre Oscar de Claude Magnier adaptat al cinema (Oscar) l'any 1967 per Édouard Molinaro amb Louis de Funès. Ha estat doblada al català.

## Argument
Nova York, al començament dels anys 1930. Un pistoler prova de posar ordre a la seva vida per trobar el bon camí, però el seu entorn no l'escolta.

## Repartiment
- Sylvester Stallone: Angelo 'Snaps' Provolone
- Ornella Muti: Sofia Provolone
- Marisa Tomei: Lisa Provolone
- Peter Riegert: Aldo
- Tim Curry: Dr. Thornton Poole
- Vincent Spano: Anthony Rossano
- Eddie Bracken: Five Spot Charlie
- Elizabeth Barondes: Theresa
- Chazz Palminteri: Connie
- Joycelyn O' Brien: Nora
- Don Ameche: Pare Clemente
- Kurtwood Smith: Tinent Toomey
- Art LaFleur: L'oficial Quinn
- Robert Lesser Christian Pelissier): L'oficial Keough
- Linda Gray: Roxanne
- Yvonne De Carlo: Tia Rosa
- Ken Howard: Kirkwood
- William Atherton: Overton
- Martin Ferrero: Luigi Finucci
- Harry Shearer: Guido Finucci
- Mark Metcalf: Milhous
- Sam Chew, Jr.: Van Leland
- Joey Travolta: Ace
- Richard Romanus: Vendetti
- Richard Foronjy: Knucky
- Arleen Sorkin: la manicura
- Marshall Bell: Un periodista
- Kirk Douglas: Provolone Senior

## Rebuda
- 1991: 3 nominacions als Premis Razzie: Pitjor director, actor i actriu secundària.
- "Fluix remake de la, al seu torn bastant feble, comèdia francesa Òscar, una maleta, dues maletes, tres maletes d'Edouard Molinaro, de 1966."[3]